# گردشگری در جمهوری آذربایجان
آذربایجان، یک کشور اسلامی در شوروی سابق در کنار دریای خزر بود. این کشور، منبع غنی نفت است. آذربایجان، در طول تاریخ این کشور یکی از بهترین مسیرها برای عبور از شرق به غرب بوده‌است. این کشور جزوی از امپراطوری‌های مختلف همچون روسیه، ترکیه و ایران و غیره… بوده و در سال ۱۹۹۱ میلادی پس از فروپاشی شوروی، به یک جمهوری مستقل تبدیل شده‌است.
این کشور سرسبز جذابیت‌های بسیاری دارد و بیشترین جاذبه‌های آن در پایتخت آن یعنی باکو جمع شده‌اند.
پیشرفت زمینه توریسم در آذربایجان چند مرحله ای پشت سر گذشته‌است. آن‌ها از این‌ها قرار می‌باشند:

## مرحله کاروان‌های تجاری در دوران باستان وقرون وسطی
اولی مسافرت‌ها به کشور آذربایجان جنبه تجاری، سیاسی و مذهبی داشت. از دوران باستان تجار زیادی با کاروان‌های فراوانی به این سرزمین آمده یا از آن عبور نموده‌اند. از اسامی سیاحان و دانشمندانی که در دوران قبل از میلاد به کشور آذربایجان تشریف آورده‌اند، می‌توان از «پلینی»، «پلوتارکس»، «هرودوت»، «بطلمیوس» و «استرابون» نام برد.
کشور آذربایجان در دوران باستان در امتداد مسیر تجاری تاریخی «جاده ابریشم» قرار گرفته بود. این کشور به عنوان ایستگاهی بر روی این جاده از اهمیت بسیاری برخوردار بود. بازرگانانی که با هدف تجارت به کشورهای دیگر می‌رفتند، از آذربایجان عبور می‌کردند. این نیز باعث شد که در شهرهای آذربایجان زیرساخت‌هایی جهت ارائه خدمات اقامت و دیگر خدمات مربوطه ایجاد شوند.

## از اکتشافات جغرافیایی بزرگ تا اواخر قرن نوزدهم
شهر باکو که در جاده‌های تجاری دریایی و زمینی از روسیه تا ایران و هند قرار داشت، در روابط تجاری فی‌مابین شرق و غرب نقش بزرگی ایفا می‌کرد. راه دریایی «ولگا-خزر» که از به وسیلهٔ رود «ولگا» از «دریای سفید» تا دریای خزر، ایران و هند امتداد داشت، زمینه‌ساز ساخت کاروانسراهای جدید گشت. تاریخدانان و جهانگردان مختلفی که در دوره‌های مختلف به آذربایجان مسافرت داشته‌اند، در سفرنامه‌های خود متذکر نام‌های این کاروانسراها شده‌اند.
«مولتا» (قرن‌های ۱۲–۱۴)، «بخارا» (قرن‌های ۱۴–۱۶)، «فارس»، «لزگی» و غیره… از جملهٔ کاروانسراهایی هستند که تا کنون رسیده‌اند.

## مرحلهٔ گردشگری انبوه از اواخر قرن نوزدهم تا اواسط قرن بیستم
در اواخر قرن نوزدهم و در اواسط قرن بیستم، کاروانسراهای باکو جهت بهبود شرایط آن‌ها بازسازی شده و به مهمان خانه‌ها مبدل گشتند. پس از آنکه آذربایجان جزو امپراطوری روسیه شد، توسعه زمینه گردشگری آن نیز به روسیه منوط شد. می‌شود گفت که تاریخ پیدایش توریسم متشکل در آذربایجان به سال ۱۹۰۸ میلادی بر می‌گردد. در همان سال یکی از شعب گروه کوهی کریمه- قفقاز در باکو گشایش یافت. شعبه باکو گشت‌هایی به مناطق دورافتاده و نزدیک تشکیل می‌داد.

## مرحله بعد از اواخر قرن نوزدهم
«انجمن گردشگری روسیه» تا تغییر نامش به «جامعه گردشگری پرولتاریا» در سال ۱۹۲۹ میلادی، یکی از کانون‌های اصلی توریسم بوده و در شهرهای مختلفی از جمله در باکو شعبه‌هایی داشت. در سال ۱۹۳۰ میلادی، با دستور صادره از سوی کمیساریای عمومی اتحاد جماهیر شوروی سابق شرکت سهامی «سُوتور» و «جامعه گردشگری پرولتاریا» یکپارچگی یافتند و «انجمن گردشگران و توریستی پرولتاریای داوطلب در سرتاسر جهان» راه اندازی شد.
اولین محافل گشتی در باکو در سال ۱۹۲۲ میلادی گشایش یافته‌اند. هدف گشت‌ها عمدتاً آشنایی کارگران کارخانه‌ها و معادن نفت باکو با سایر مؤسسه‌ها بود. در ماه‌های تابستانی گشت‌هایی به مناطق واقع در کرانه دریای خزر برپا می‌شد. در طول سال ۱۹۲۷ میلادی ۴۵۰ گشت در باکو انجام شده بود.

## تا زمان استقلال (۱۹۵۰–۱۹۹۱)
در طول جنگ جهانی دوم فعالیت‌های توریستی در سراسر شوروی از جمله در آذربایجان از کار انداخته شد. گردشگری ورزشی، داوطلبانه، خانوادگی، و کودکی در سال‌های پس از جنگ رواج پیدا کرد.
در بال ۱۹۵۰، در باکو پایگاه توریستی دایر گردید. آنگاه این پایگاه در پارک تفریحی بنام «نظامی گنجوی» واقع بود. در سال ۱۹۵۷، در شهر «مینگه‌چویر» و در منطقه «حاجی کند» پایگاه‌های توریستی احداث گردیدند. در سال ۱۹۵۸ در شهر «زاگاتالا»، در سال ۱۹۶۰ در شهرهای «شوشی» و «گوی گول» پایگاه‌های توریستی شروع به کار کردند. افزون بر این سازمان‌ها، اردوگاه‌ها و پایگاه‌های توریستی زیادی در راستای پیشبرد زمینه توریستی در آذربایجان در سال‌های متعاقب به تأسیس رسیدند.

## برهه پس از استقلال
از سال ۱۹۹۰، تمامی مسیرهای گردشگری سرتاسر اتحاد و بین‌المللی منتفی گشتند. جنگ قره باغ و وضعیت متشنج در جبهه مقدم مشکلات زیادی در عرصه گردشگری به وجود آورد. به عنوان مثال، دو تا از پایگاه توریستی موجود در سامانه اتحادیه اصناف در سرزمین‌های اشغالی جمهوری آذربایجان مانده و در بقیه آن‌ها نیز آوارگان جنگ اسکان داده شدند. در سال ۱۹۹۱، اداره گردشگری خارجی لغو شد و به جای آن «شورای گردشگری خارجی» تحت کابینه وزرای جمهوری آذربایجان تأسیس گشت.

## تمایل‌های کنونی توسعه گردشگری
تمایل‌های توسعه گردشگری در قانون‌های عالی جمهوری آذربایجان بازتاب یافته‌اند. در سال ۱۹۹۹ قانونی دربارهٔ گردشگری در مجلس ملی جمهوری آذربایجان به تصویب رسید. در ۲۷ ژوئیه سال ۱۹۹۹، حیدر علی‌اف، رئیس‌جمهوری وقت جمهوری آذربایجان دستوری در رابطه با اطلاق قانون جمهوری آذربایجان در مورد گردشکری دادند.
در ۲۵ ماه سپتامبر سال ۲۰۰۱، جمهوری آذربایجان در چهاردهمین مجمع عمومی سازمان جهانی گردشگری در سئول، پایتخت جمهوری کره جنوبی به عضویت در این سازمان جهانی درآمد.
در سال ۲۰۰۱، لوح فشرده ای تحت عنوان «Welcome to Azerbaijan» که این کشور را با تمام وسعتش تبلیغ می‌کرد، تدوین شده و به مجمع عمومی سازمان جهانی گردشگری واگذار گشت. علاوه بر این وب سایتی بنام «Tourism in Azerbaijan» تأسیس گردید.
در سال ۲۰۰۲ نمایشگاه جهانی توریسم در باکو برگزار شد و حمایت مجمع عمومی سازمان جهانی گردشگری را به دست آورد.
«برنامه دولتی توسعه و پیشبرد زمینه گردشگری در آذربایجان در سال‌های ۲۰۰۲-۲۰۰۵» با دستور رئیس‌جمهور آذربایجان مورخ ۲۷ اوت سال ۲۰۰۲، با هدف پیشبرد گردشگری و استفاده کارا از منابع توریستی مورد تأیید قرار گرفت.
در اوایل قرن بیستم در سرتاسر آذربایجان هتل‌های مجلل ساخته و بیش از ۱۰۰ شرکت توریستی تأسیس گردیده بود.
افزون بر این، فرمان‌های زیادی از سوی رئیس‌جمهوری آذربایجان جهت پیشبرد زمینهٔ توریستی صادر شده‌است. شرکت‌ها و هتل‌های بسیار زیادی ساخته و نمایشگاه‌های گردشگری فراوانی در باکو برگزار شده‌اند.

## نگارخانه

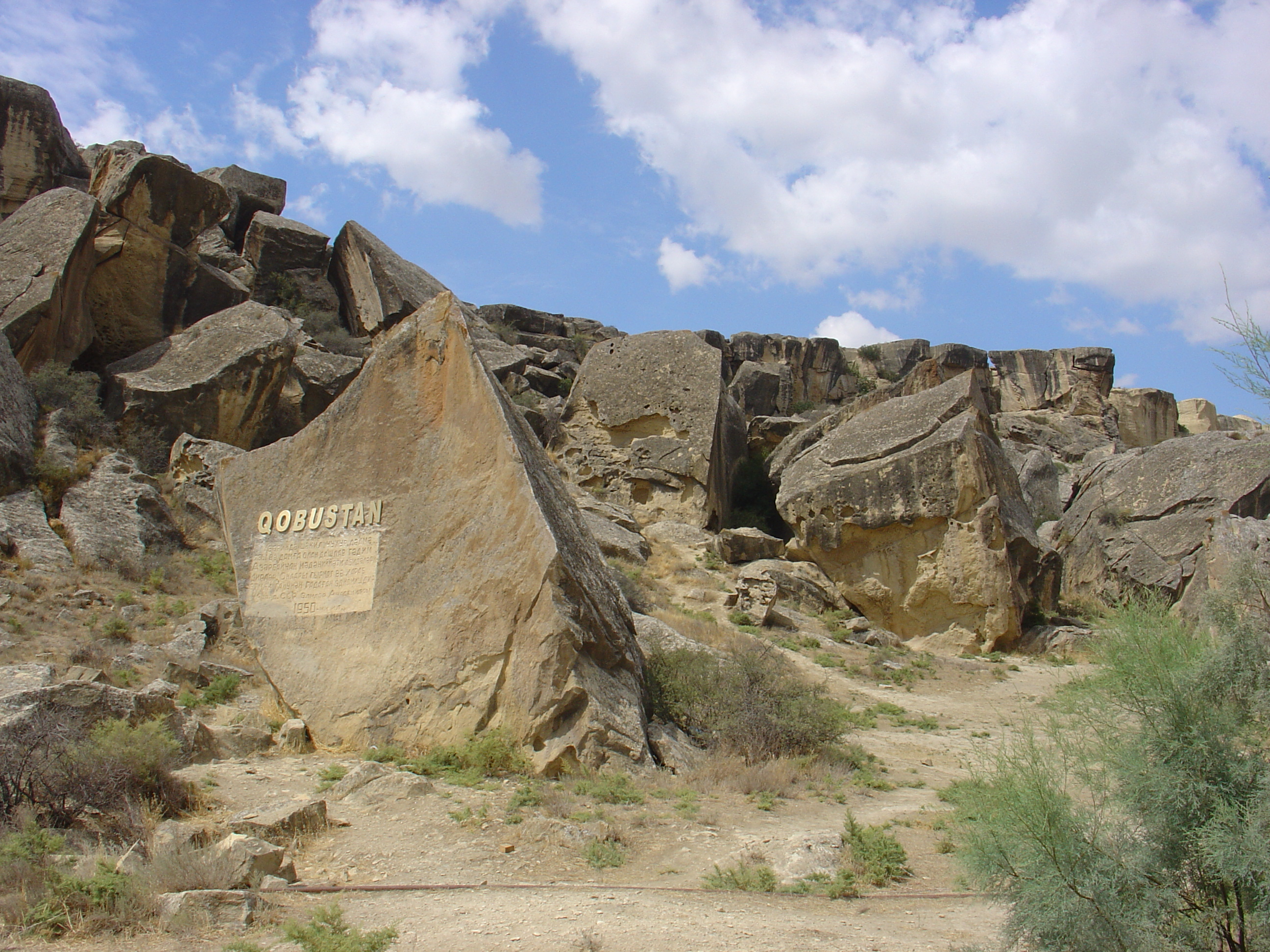
پارک ملی قبوستان، (یونسکو، میراث جهانی)
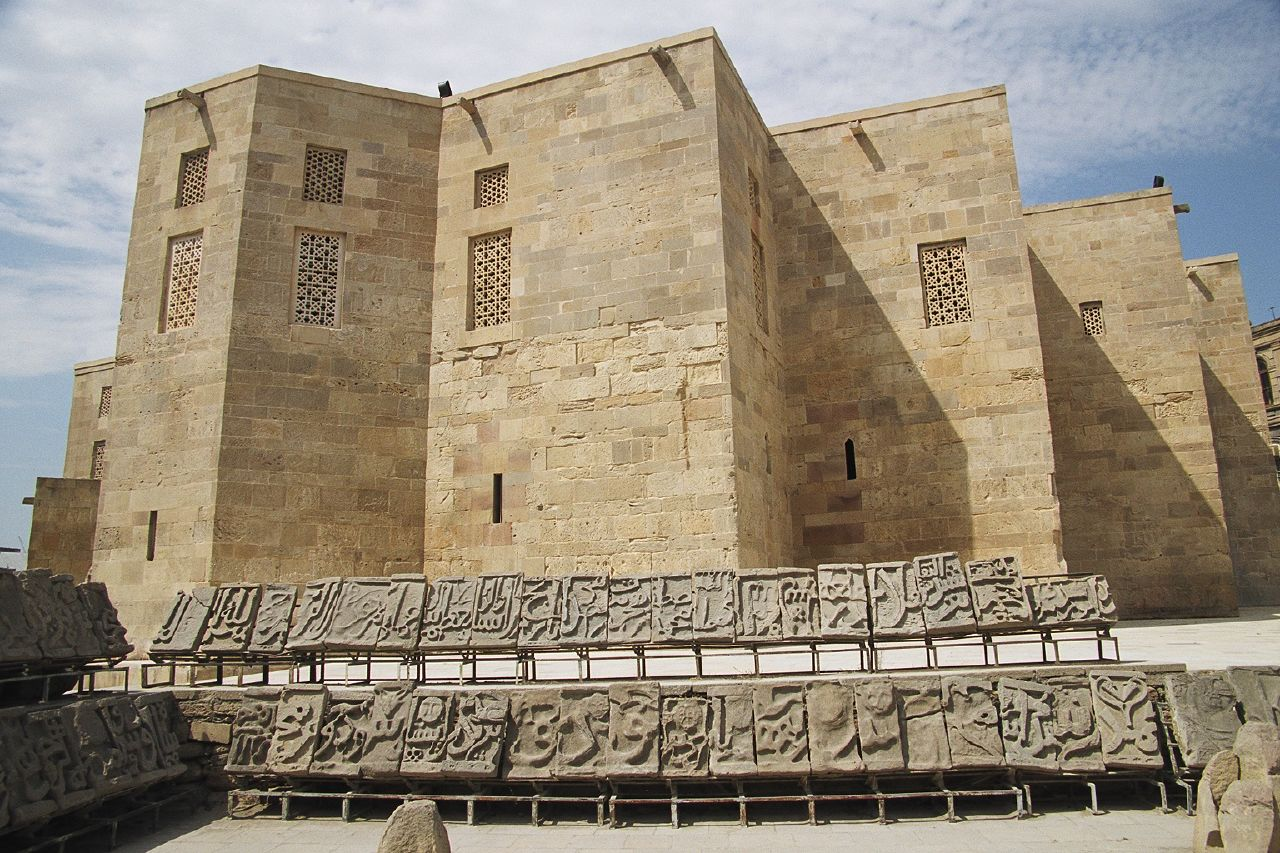
کاخ شروان‌شاهان، باکو (یونسکو، میراث جهانی)
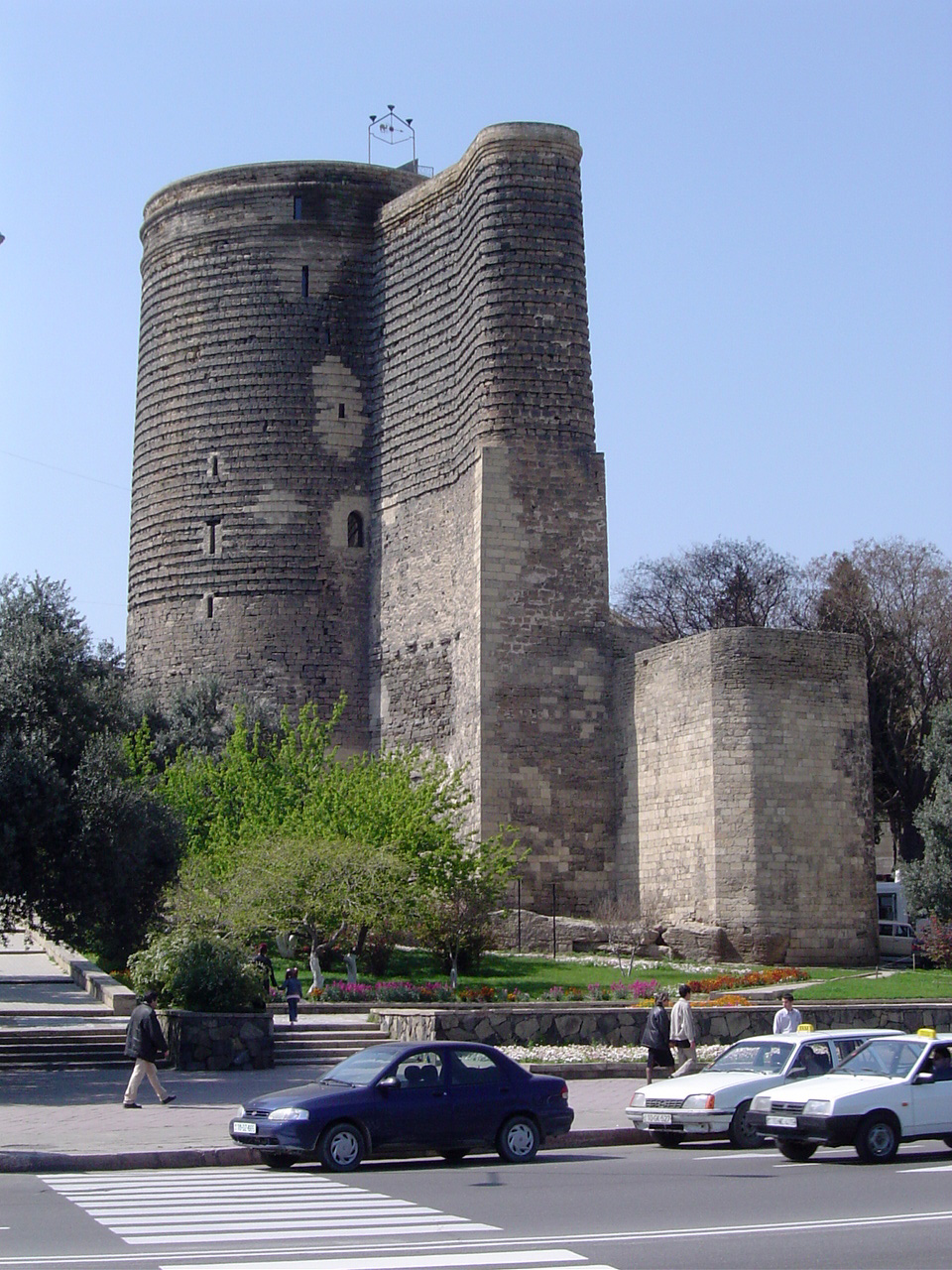
قلعه دختر،  (یونسکو، میراث جهانی)
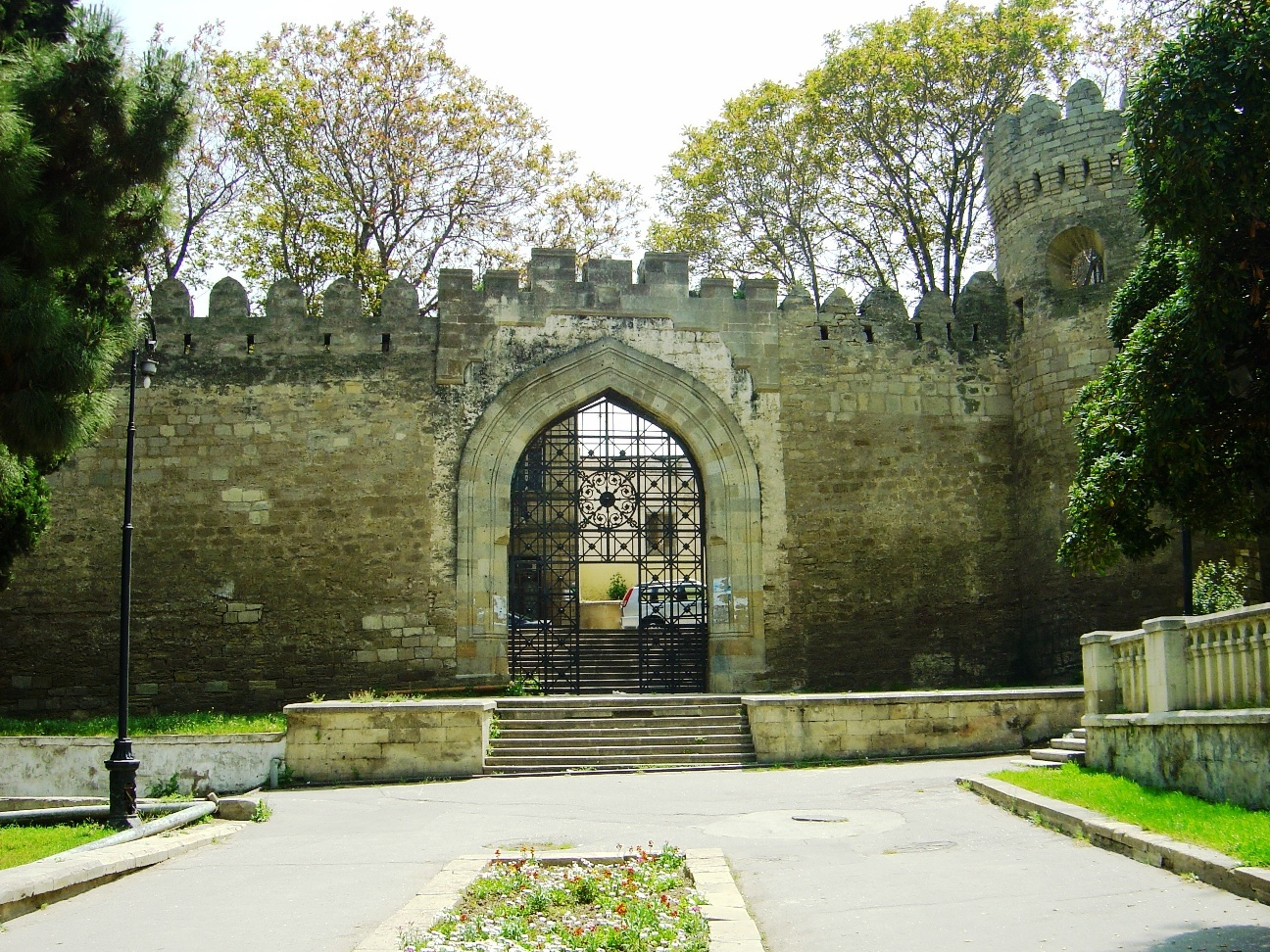
اشهر قدیمی، باکو (یونسکو، میراث جهانی)
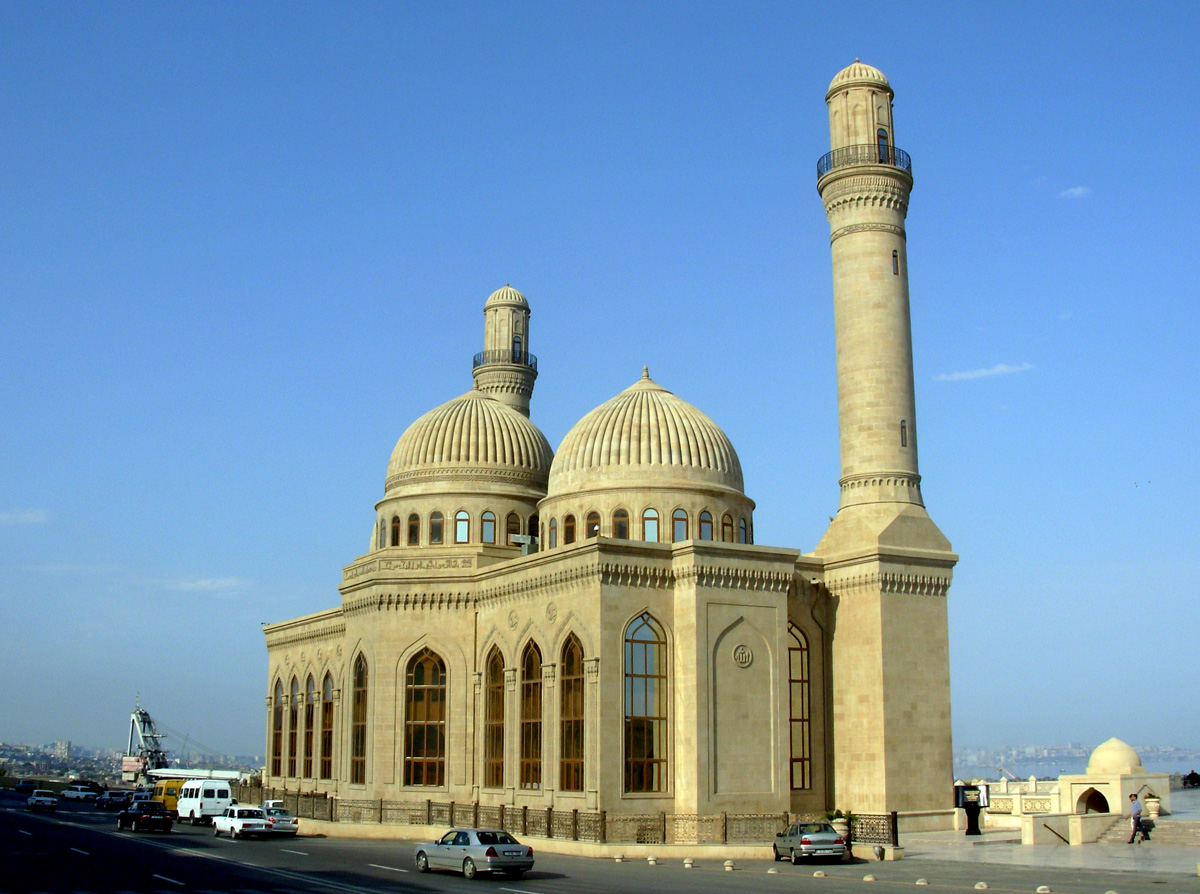
مسجد «بیبی هِیبَت»، باکو
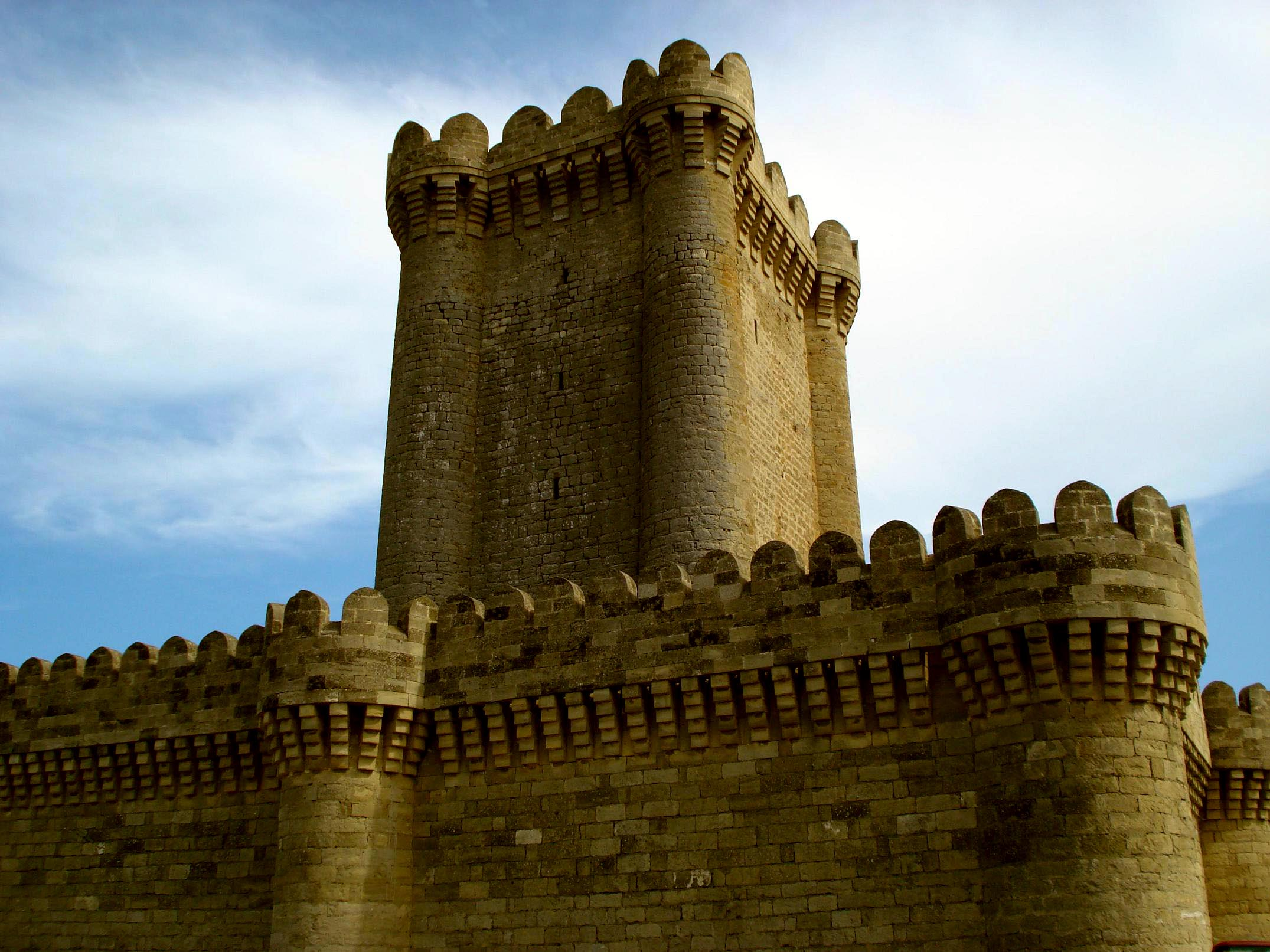
قلعه چهارگانه مردکان
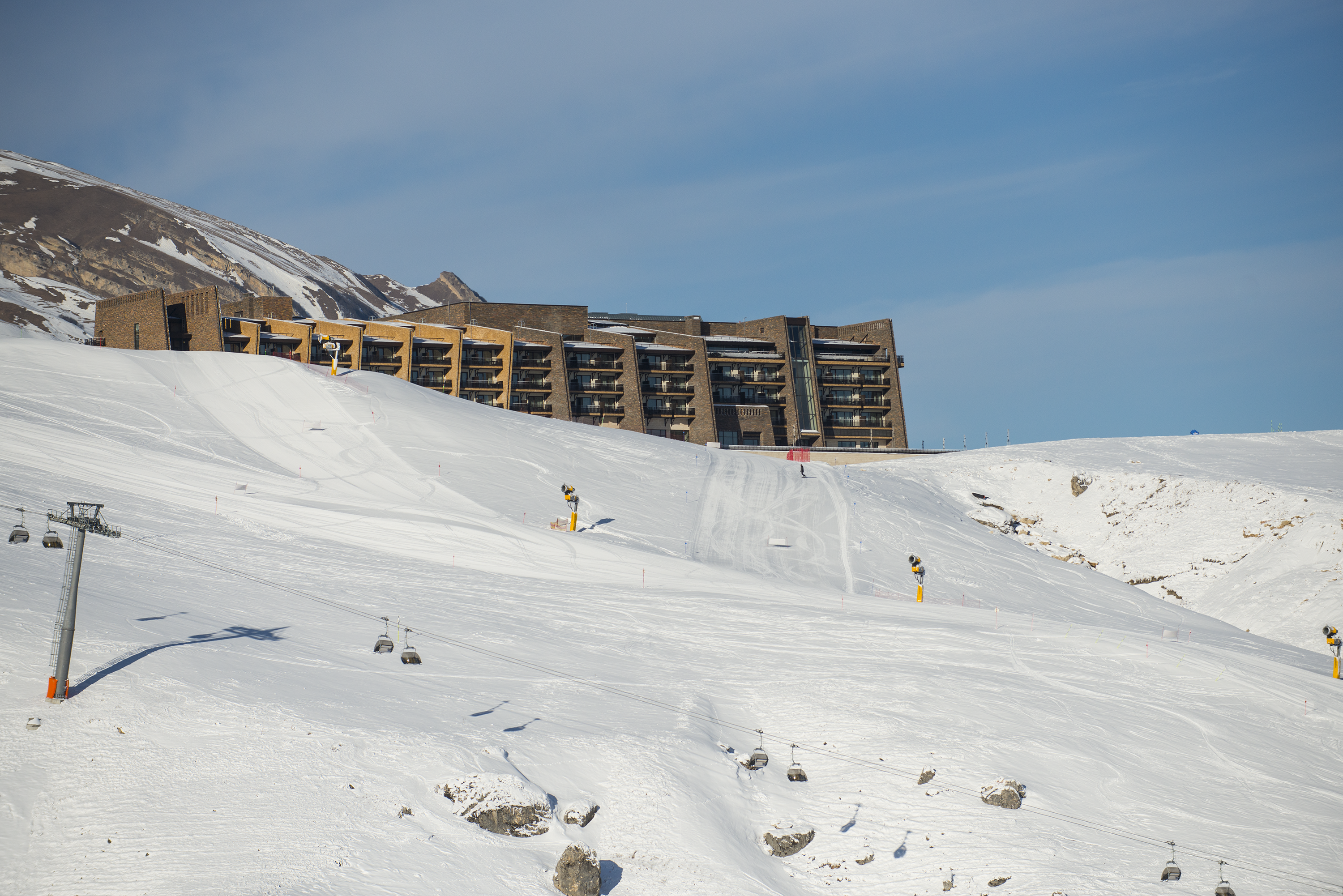
مرکز تفریحی واقع در مجموعهٔ توریستی «شاهداغ»
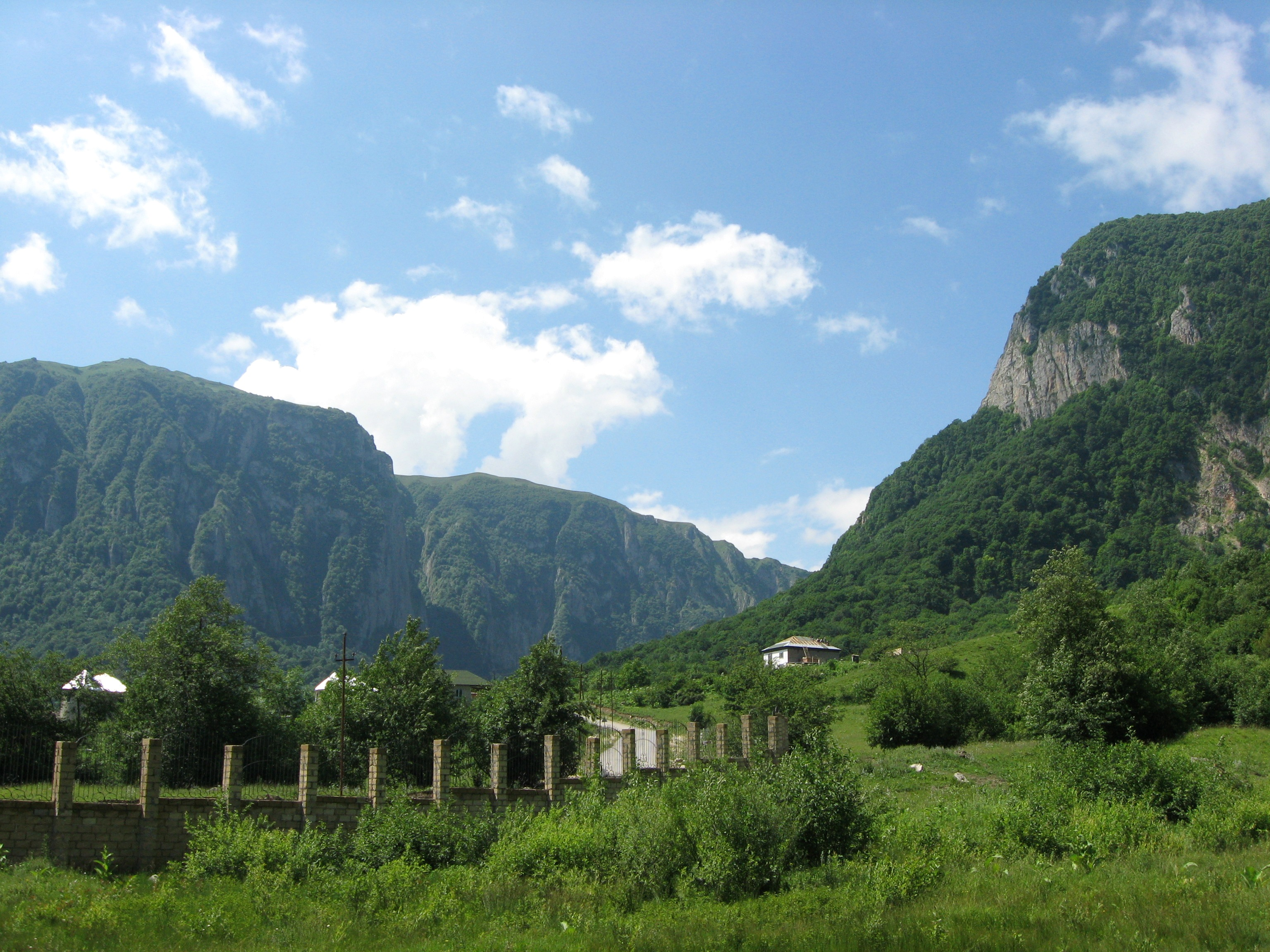
منظره ای در شهرستان قوبا
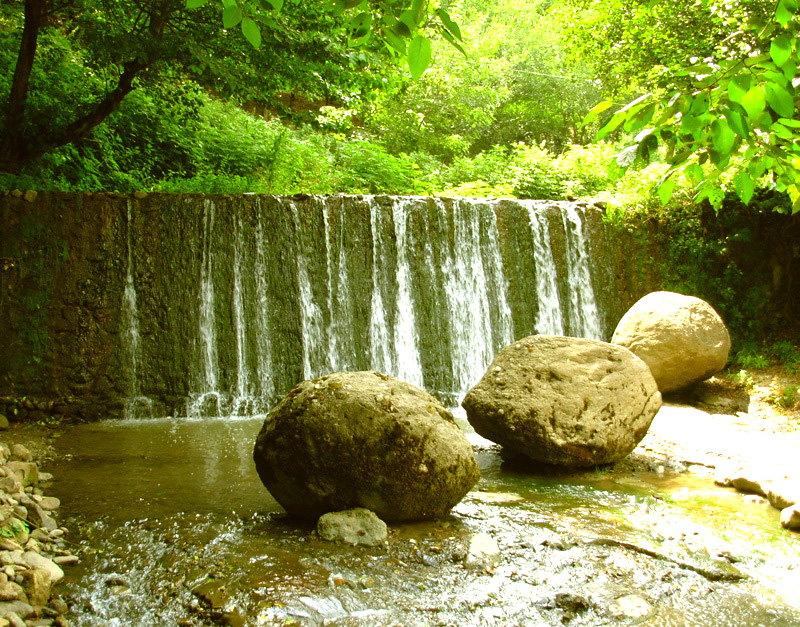
آبشاری در شهرستان لریک
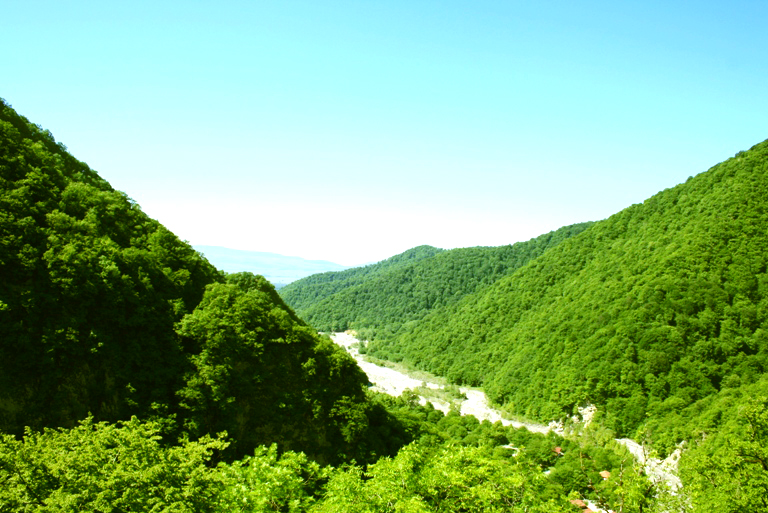
وادی در شهرستان «اسماعیل لی»
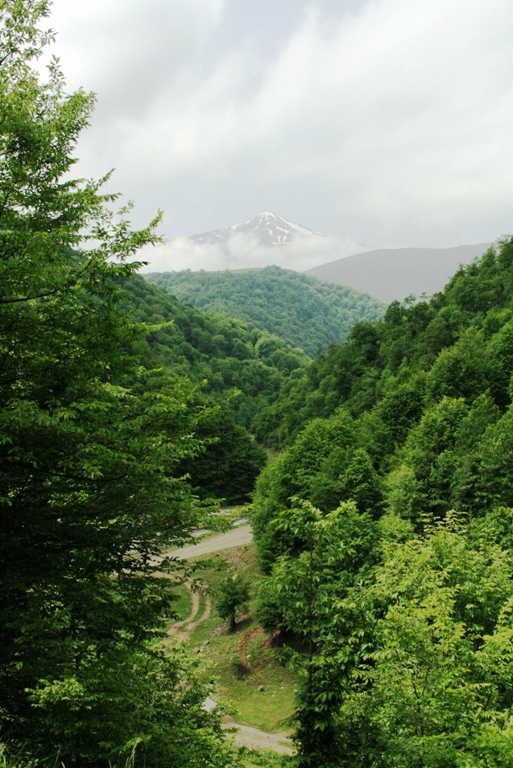
«موروداغ»
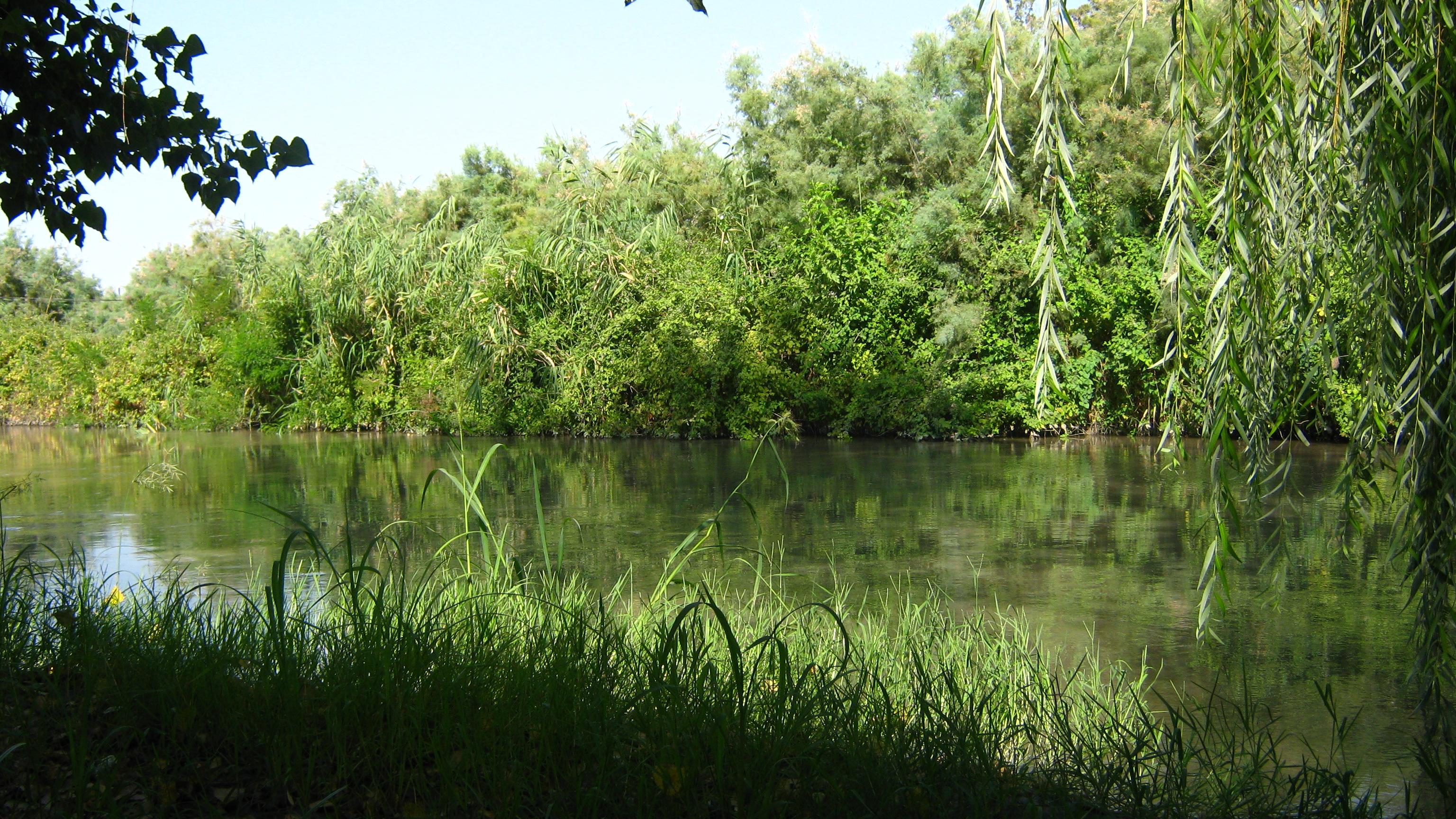
پارک ملی «شیروان»